# Record d'Europe de natation messieurs du 400 mètres nage libre
Progression du record d'Europe de natation sportive messieurs pour l'épreuve du 400 mètres nage libre en bassin de 50 et 25 mètres.

## Bassin de 50 mètres
| Temps            | Athlète               | Naissance | Âge | Nationalité        | Compétition                      | Lieu      | Date              |
| ---------------- | --------------------- | --------- | --- | ------------------ | -------------------------------- | --------- | ----------------- |
| 3 min 59 s 60    | Vladimir Raskatov     | 1957      | 19  | Union soviétique   |                                  | Tallinn   | 1976              |
| 3 min 58 s 59    | Frank Pfutze          |           |     | Allemagne de l'Est |                                  | Berlin    | 1976              |
| 3 min 58 s 02    | Vladimir Raskatov     | 1957      | 19  | Union soviétique   |                                  | Kiev      | 1976              |
| 3 min 57 s 56    | Vladimir Raskatov     | 1957      | 19  | Union soviétique   | Jeux olympiques                  | Montréal  | 1976              |
| 3 min 55 s 76    | Vladimir Raskatov     | 1957      | 19  | Union soviétique   | Jeux olympiques                  | Montréal  | 1976              |
| 3 min 54 s 83    | Sergei Rusin          | 1959      | 19  | Union soviétique   |                                  | Jönköping | 1977              |
| 3 min 54 s 47    | Sergei Rusin          | 1959      | 19  | Union soviétique   |                                  | Moscou    | 1978              |
| 3 min 53 s 32    | Vladimir Salnikov     | 1960      | 18  | Union soviétique   |                                  | Berlin    | 1978              |
| 3 min 51 s 94    | Vladimir Salnikov     | 1960      | 18  | Union soviétique   |                                  | Berlin    | 1978              |
| 3 min 51 s 41    | Vladimir Salnikov     | 1960      | 19  | Union soviétique   |                                  | Potsdam   | 1979              |
| 3 min 51 s 40    | Vladimir Salnikov     | 1960      | 19  | Union soviétique   |                                  | Moscou    | 1979              |
| 3 min 51 s 20    | Vladimir Salnikov     | 1960      |     | Union soviétique   |                                  | Leningrad |                   |
| 3 min 49 s 57    | Vladimir Salnikov     | 1960      | 22  | Union soviétique   |                                  | Kiev      | 1982              |
| 3 min 49 s 57    | Vladimir Salnikov     | 1960      | 22  | Union soviétique   |                                  | Moscou    | 1982              |
| 3 min 48 s 32    | Vladimir Salnikov     | 1960      | 23  | Union soviétique   |                                  | Moscou    | 1983              |
| 3 min 47 s 80    | Michael Groß          | 1964      | 21  | Allemagne          |                                  | Remscheid | 1985              |
| 3 min 47 s 38    | Artur Wojdat          |           |     | Pologne            |                                  | Orlando   | 1988              |
| 3 min 46 s 95 RM | Uwe Daßler            | 1967      | 21  | Allemagne          | Jeux olympiques (f)              | Séoul     | 23 septembre 1988 |
| 3 min 45 s 00 RM | Yevgeny Sadovyi       | 1973      | 29  | Russie             | Jeux olympiques (f)              | Barcelone | 29 juillet 1992   |
| 3 min 43 s 40    | Massimiliano Rosolino | 1978      | 22  | Italie             | Jeux olympiques (f)              | Sydney    | 16 septembre 2000 |
| 3 min 43 s 01    | Paul Biedermann       | 1986      | 23  | Allemagne          | Championnats du monde (s)        | Rome      | 26 juillet 2009   |
| 3 min 40 s 07 RM | Paul Biedermann       | 1986      | 23  | Allemagne          | Championnats du monde (f)        | Rome      | 26 juillet 2009   |
| 3 min 39 s 96    | Lukas Märtens         | 2001      | 23  | Allemagne          | Malmsten swim open Stockholm (f) | Stockholm | 12 avril 2025     |

## Bassin de 25 mètres
| Temps            | Athlète               | Naissance | Âge | Nationalité | Compétition                  | Lieu          | Date             |
| ---------------- | --------------------- | --------- | --- | ----------- | ---------------------------- | ------------- | ---------------- |
| 3 min 41 s 74    | Giorgio Lamberti      | 1969      | 19  | Italie      |                              | Bonn          | 13 février 1988  |
| 3 min 40 s 81    | Anders Holmertz       | 1968      | 22  | Suède       | Coupe du monde               | Paris         | 4 février 1990   |
| 3 min 40 s 78    | Jörg Hoffmann         | 1970      | 27  | Allemagne   | Coupe du monde               | Gelsenkirchen | 1er février 1997 |
| 3 min 40 s 58    | Jörg Hoffmann         | 1970      | 27  | Allemagne   | Coupe du monde               | Paris         | 8 février 1997   |
| 3 min 40 s 45    | Emiliano Brembilla    | 1978      | 20  | Italie      | Championnats d'Europe        | Sheffield     | 11 décembre 1998 |
| 3 min 39 s 59    | Massimiliano Rosolino | 1978      | 22  | Italie      | Championnats d'Europe        | Valence       | 14 décembre 2000 |
| 3 min 37 s 81    | Yuri Prilukov         | 1984      | 21  | Russie      | Championnats d'Europe        | Trieste       | 8 décembre 2005  |
| 3 min 37 s 35    | Yuri Prilukov         | 1984      | 24  | Russie      | Championnats du monde (f)    | Manchester    | 11 avril 2008    |
| 3 min 34 s 98    | Paul Biedermann       | 1986      | 22  | Allemagne   | Championnats d'Allemagne (f) | Essen         | 30 novembre 2008 |
| 3 min 32 s 77 RM | Paul Biedermann       | 1986      | 23  | Allemagne   | Coupe du monde (f)           | Berlin        | 14 novembre 2009 |
| 3 min 32 s 25 RM | Yannick Agnel         | 1992      | 20  | France      | Championnats de France       | Angers        | 15 novembre 2012 |